# 马克西姆·波蒂
马克西姆·波蒂（法語：Maxime Pauty，1993年6月20日—），法国男子击剑运动员，主攻花剑。他曾代表法国参加2020年夏季奥林匹克运动会击剑比赛，获得男子团体花剑金牌。